# Ristikangas
Ristikangas är en hed i Finland. Den ligger i Haapajärvi i landskapet Norra Österbotten, i den centrala delen av landet, 400 km norr om huvudstaden Helsingfors.